# Mathias Bourgue
Mathias Bourgue (Avignon, 18 januari 1994) is een Franse tennisspeler.
Bourgue nam tweemaal deel aan een grandslamtoernooi. In 2014 aan de Open Franse Kampioenschappen op Roland Garros waar hij in de eerste ronde verloor in het dubbelspel en waar hij in 2016 uitkwam in het enkelspel en dubbelspel. Hij won in 2016 in de eerste ronde van Jordi Samper en speelde in de tweede ronde tegen Andy Murray waarvan hij verloor in een vijfsetter. In het dubbelspel strandde hij in de tweede ronde. Hij heeft één challengertitel in het enkelspel op zijn naam staan.

## Palmares enkelspel
| Nr.                  | Datum        | Toernooi | Ondergrond | Tegenstander in finale  | Score         |
| -------------------- | ------------ | -------- | ---------- | ----------------------- | ------------- |
| Gewonnen challengers |              |          |            |                         |               |
| 1.                   | 21 juni 2015 | Blois    | Gravel     | Daniel Muñoz de la Nava | 2-6, 6-4, 6-2 |

## Resultaten grote toernooien
| Legenda | Legenda                          |
| ------- | -------------------------------- |
| g.t.    | geen toernooi gehouden           |
| l.c.    | lagere categorie                 |
| –       | niet deelgenomen                 |
| G       | uitgeschakeld in de groepsfase   |
| 1R      | uitgeschakeld in de eerste ronde |
| 2R      | uitgeschakeld in de tweede ronde |
| 3R      | uitgeschakeld in de derde ronde  |
| 4R      | uitgeschakeld in de vierde ronde |
| KF      | uitgeschakeld in de kwartfinale  |
| HF      | uitgeschakeld in de halve finale |
| F       | de finale verloren               |
| W       | het toernooi gewonnen            |
| w-v     | winst/verlies-balans             |

### Enkelspel
| Grandslamtoernooien  |     |     |     |
| Australian Open      | –   | –   | –   |
| Roland Garros        | 2R  | 1R  | 1R  |
| Wimbledon            | –   | –   | –   |
| US Open              | –   | –   | –   |
| Statistieken         |     |     |     |
| Totaal aantal titels | 0   | 0   | 0   |
| Eindejaarsranking    | 183 | 161 | 211 |

### Dubbelspel
| Grandslamtoernooien  |     |      |    |    |     |
| Australian Open      | –   | –    | –  | –  | –   |
| Roland Garros        | 1R  | 1R   | 1R | 1R | 1R  |
| Wimbledon            | –   | –    | –  | –  | –   |
| US Open              | –   | –    | –  | –  | –   |
| Statistieken         |     |      |    |    |     |
| Totaal aantal titels | 0   | 0    | 0  | 0  | 0   |
| Eindejaarsranking    | 952 | 1085 | —  | —  | 750 |